# Frampton on Severn
Frampton on Severn est une paroisse civile et un village du Gloucestershire, en Angleterre.